# Daiki Ogawa (Leichtathlet)
Daiki Ogawa (japanisch 小川 大貴 Ogawa Daiki; * 17. April 2003) ist ein japanischer Hürdenläufer, der sich auf die 400-Meter-Distanz spezialisiert.

## Sportliche Laufbahn
Erste internationale Erfahrungen sammelte Daiki Ogawa im Jahr 2022, als er bei den U20-Weltmeisterschaften in Cali mit 51,22 s im Halbfinale über 400 m Hürden ausschied und mit der japanischen 4-mal-400-Meter-Staffel in 3:07,47 min den sechsten Platz belegte. 2024 nahm er an den Olympischen Sommerspielen in Paris teil und schied dort mit 49,25 s in der Hoffnungsrunde aus.
2023 wurde Ogawa japanischer Meister im 400-Meter-Hürdenlauf.

## Persönliche Bestleistungen
- 400 m Hürden: 48,70 s, 28. Juni 2024 in Niigata